# Hora de Georgia
| Azul claro | Hora europea occidental/Hora media de Greenwich (UTC±00:00)                                       |
| Azul       | Hora europea occidental/Hora media de Greenwich (UTC±00:00)                                       |
| Azul       | Hora europea occidental de verano/Horario de verano británico/Hora estándar irlandesa (UTC+01:00) |
| Rojo       | Hora central europea (UTC+01:00)                                                                  |
| Rojo       | Hora central europea de verano (UTC+02:00)                                                        |
| Amarillo   | Hora europea oriental/Hora de Kaliningrado (UTC+02:00)                                            |
| Caqui      | Hora europea oriental (UTC+02:00)                                                                 |
| Caqui      | Hora europea oriental de verano (UTC+03:00)                                                       |
| Verde      | Hora de Moscú/Hora de Turquía (UTC+03:00)                                                         |

La hora de Georgia (GET) es una zona horaria utilizada en Georgia (excepto en los territorios de Georgia ocupados por Rusia) y es uniforme en todo el país. Pasó de la zona UTC+04:00 a UTC+03:00 el 27 de junio de 2004, y luego volvió a UTC+04:00 el 27 de marzo de 2005.  Georgia no utiliza un horario de verano desde 2004.

## Base de datos de zonas horarias de la IANA
Se debe consultar la base de datos de zonas horarias de la IANA contiene una zona para Georgia en el archivo Zone.tab, que se denomina Asia/Tbilisi. 